# 우치코자

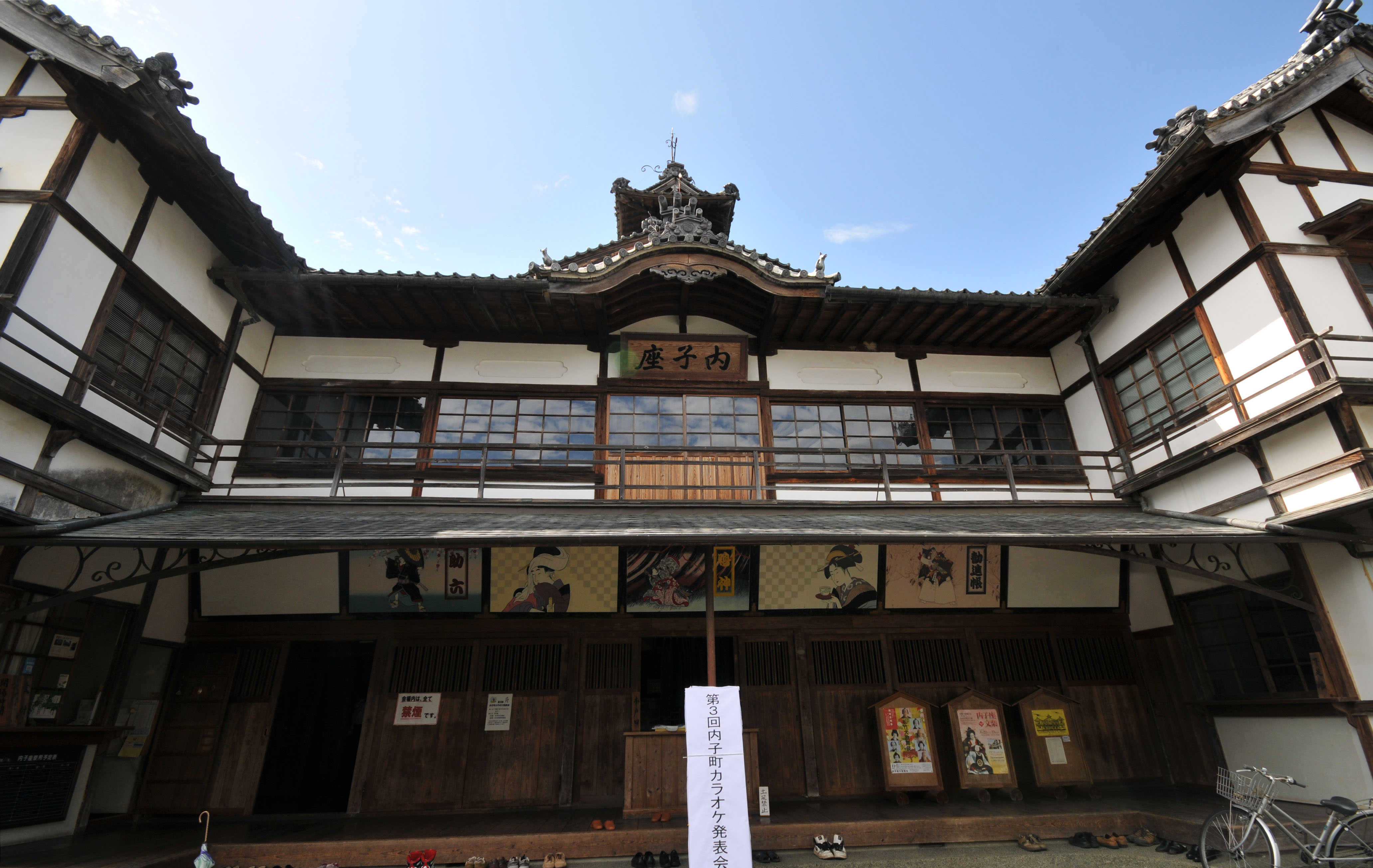
우치코자 외관

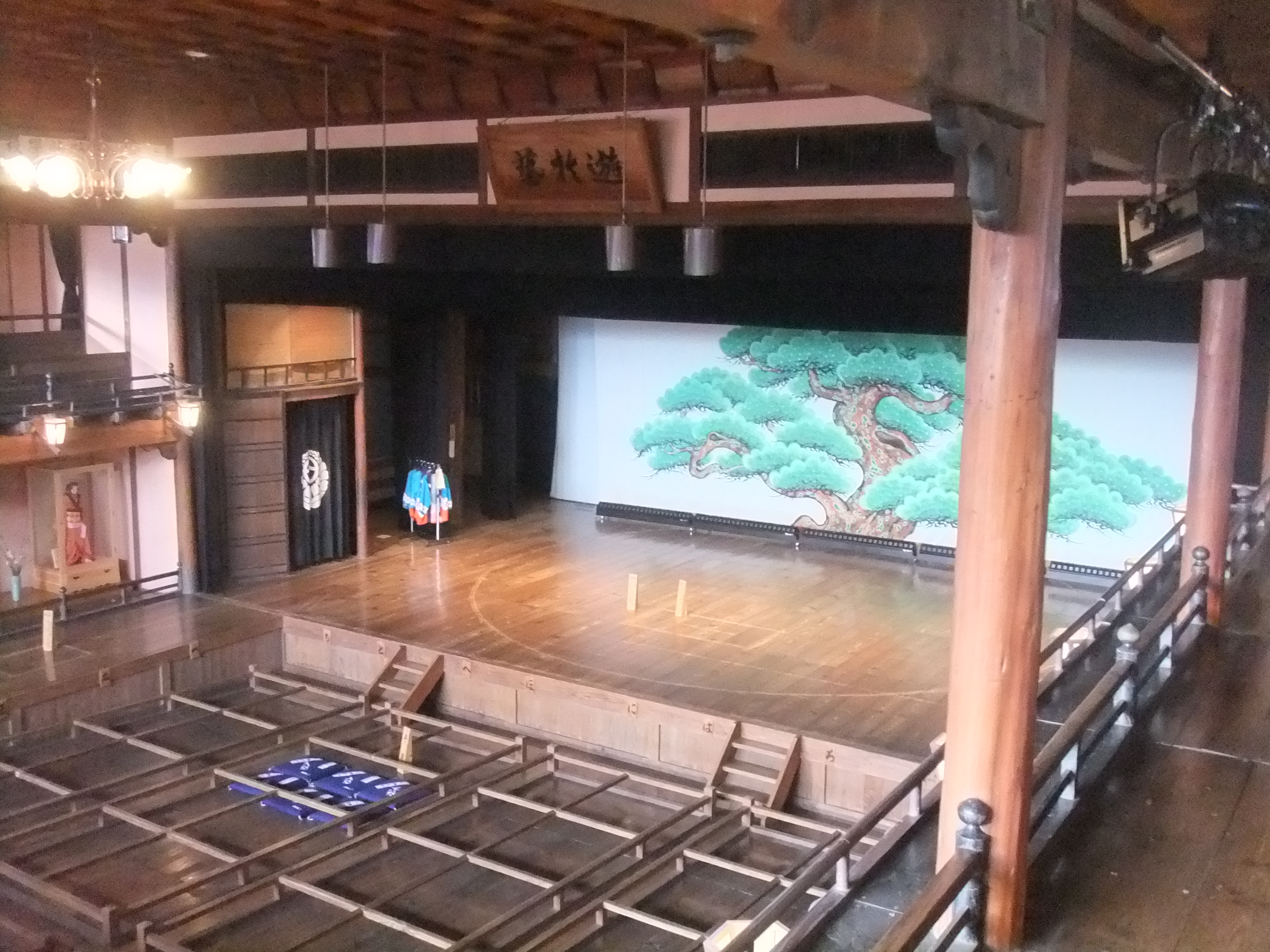
우치코자 무대

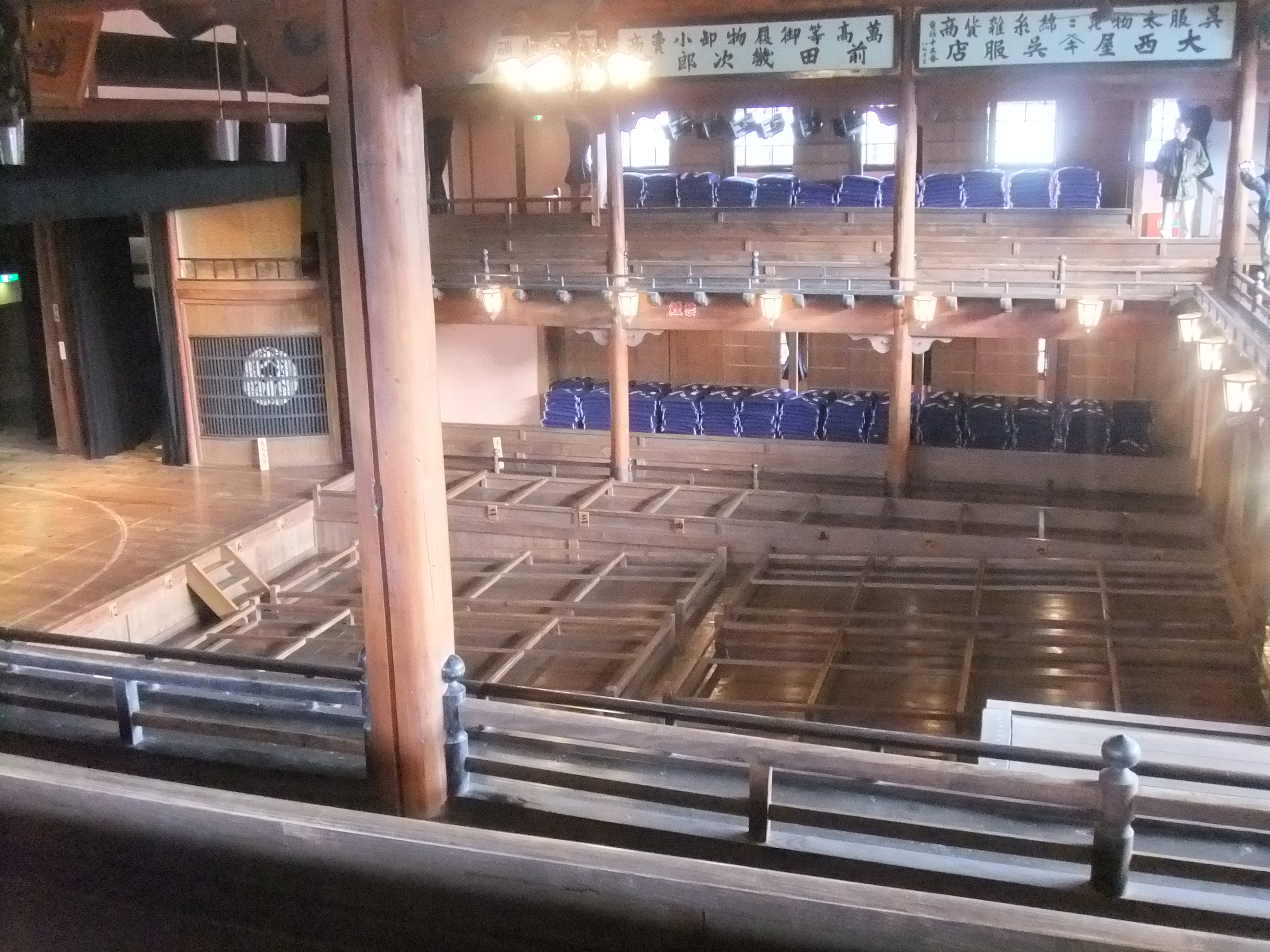
우치코자 관객석

우치코자(内子座)는 일본 에히메현 기타군 우치코정에 위치한 극장이다. 중요 전통적 건조물군 보존지구 요카이치 호국 근처에 있다. 1916년에 다이쇼 천황의 즉위를 축하한 우치코정의 영향력 있는 사람이 건설하였다. 1982년 우치코정 지정 유형 문화재로 지정되었다. 그 후, 1983년부터 1985년까지 당시의 모습으로 복원하는 공사가 실시되었다. 2015년에 국가 중요 문화재로 지정되었다.